# 高橋英明 (政治家)
髙橋 英明（たかはし ひであき、1963年（昭和38年）5月10日 - ）は、日本の政治家。日本維新の会所属の衆議院議員（2期）。埼玉維新の会代表。元川口市議会議員（3期）。文部科学委員会委員。埼玉県川口市出身。不動産会社代表、川口青年会議所理事長を歴任。自由民主党所属で川口市議を経て、2016年より日本維新の会に所属し、2021年の衆議院選挙で比例復活により初当選。2024年の衆議院選挙でも比例復活で再当選。

## 来歴
埼玉県川口市生まれ。浦和市立南高等学校、武蔵大学経済学部、中央工学校建築科専門部を卒業。不動産業を営む傍ら、川口青年会議所第38代理事長を務めた。
2003年に川口市議会議員に初当選し、3期務めた。市議時代は自由民主党に所属した。
2015年、埼玉県議会議員選挙に無所属で立候補したが落選。
2016年の参議院選挙では比例区からおおさか維新の会（同年に日本維新の会に改名）公認で立候補したが落選した。2017年の衆議院選挙では、埼玉15区から日本維新の会公認で立候補したが落選。
2021年の衆議院選挙では埼玉2区から立候補し、自民党現職の新藤義孝に大差で敗れたものの比例復活で初当選した。
2024年の衆議院選挙でも埼玉2区から立候補し、新藤に再び敗れたが、自民党の政治資金パーティー収入の裏金問題の影響で新藤との票差を縮め、比例復活で再選した。

## 人物
- 家族は妻、長男、長女の4人家族[5]。
- 趣味はボクシング、サッカー、スキューバダイビング、ゴルフ、読書、温泉、サウナ、ジョギング、神輿[5]。
- 座右の銘は、「知行合一」であり、好きな言葉は「七転八起」[5]。
- 2024年11月27日、トルコ視察の際に人民平等民主党（DEM）共同副代表でトルコ国会議員のヴェジル・パルラクとの会談をSNS（X、YouTubeなど）に投稿した[12]。これに対し、翌月3日、パルラクは「日本のアンカラ駐在外交官を通じて調整され、日本大使館職員も同席した公式な会談」であることを前置きし、「会談内容を事実と異なる形で公表したことは外交的無礼であり、所属党に正式に抗議する」とX上で表明した[13]。

## 旧統一教会との関係
2022年8月2日、日本維新の会は所属国会議員62人を対象に実施した「世界平和統一家庭連合（旧統一教会）および関連団体との関わりについての調査」結果を公表した。この調査で、高橋を含む13人の議員に旧統一教会または関連団体の会合参加やイベント出席などの接点が確認された。この調査で高橋は、支援者の中に旧統一教会関係者が1名含まれていたことを公表した。調査結果を踏まえ、高橋は今後、旧統一教会および関連団体との関係を持たない旨を表明している。

## 発言・主張

### 在日特権に関する発言
2024年2月28日の衆議院予算委員会分科会で、「在日特権」と呼ばれる在日コリアンに対する税制面の優遇措置の有無について質問した。これに対し、国税庁は「対象者の国籍や特定の団体に所属していることをもって特別な扱いをすることはない」と明確に否定し、朝鮮総連などに対しても一切の優遇措置はないと答弁した。「在日特権」論は根拠のないデマとして社会問題化しており、過去にはこのデマを信じた者によるヘイトクライムも発生している。専門家はこのような言説を差別や排外主義の温床と警鐘を鳴らしている。

### 在日クルド人に関する発言
2024年2月の国会質疑で、埼玉県川口市の在日クルド人について「ちょっとひどい状況だ」「早急に一斉取り締まりを」と発言し、特に仮放免者の管理強化を求めた。この発言は、川口市での外国人コミュニティと住民間の生活習慣の違いや犯罪問題を背景にしているが、「不確かな情報に基づく外国人差別」「ヘイトスピーチに該当する」と専門家から批判された。高橋は選挙公約に「ルールを守らない外国人はいったん国に帰ってもらって、きちんとした在留資格で来てもらう」「外国人の土地取得に制限を設ける」ことを掲げている。

### 高校無償化に関する発言
2025年3月の衆議院文部科学委員会で、高校授業料無償化について「日本国民に限定すべき」と発言した。外国人生徒の増加により日本の教育環境が「どんどん荒らされていく」と懸念を示し、制度の見直しを訴えた。

## 選挙
| 当落 | 選挙                     | 執行日         | 年齢 | 選挙区       | 政党         | 得票数    | 得票率 | 定数 | 得票順位 /候補者数 | 政党内比例順位 /政党当選者数 |
| ---- | ------------------------ | -------------- | ---- | ------------ | ------------ | --------- | ------ | ---- | ------------------ | ---------------------------- |
| 当   | 2003年川口市議会議員選挙 | 2003年4月27日  | 39   |              | 無所属       | 2690票    |        | 44   | 30/59              | /                            |
| 当   | 2007年川口市議会議員選挙 | 2007年4月22日  | 43   |              | 自由民主党   | 3065票    |        | 40   | 29/56              | /                            |
| 当   | 2011年川口市議会議員選挙 | 2011年4月24日  | 47   |              | 自由民主党   | 3916票    |        | 40   | 9/49               | /                            |
| 落   | 2015年埼玉県議会議員選挙 | 2015年4月12日  | 51   | 南第2区      | 無所属       | 9116票    |        | 7    | 9/11               | /                            |
| 落   | 第24回参議院議員通常選挙 | 2016年07月10日 | 53   | 参議院比例区 | 日本維新の会 | 8562票    |        | 48   | /                  | 17/4                         |
| 落   | 第48回衆議院議員総選挙   | 2017年10月22日 | 54   | 埼玉県第15区 | 日本維新の会 | 1万5014票 | 7.53%  | 1    | 4/4                | 2/0                          |
| 比当 | 第49回衆議院議員総選挙   | 2021年10月31日 | 58   | 埼玉県第2区  | 日本維新の会 | 5万7327票 | 24.89% | 1    | 2/3                | 2/2                          |
| 比当 | 第50回衆議院議員総選挙   | 2024年10月27日 | 61   | 埼玉県第2区  | 日本維新の会 | 4万3164票 | 23.64% | 1    | 2/5                | 1/1                          |